# Cary Middlecoff
Cary Middlecoff (Halls (Tennessee), 6 januari 1921 – Memphis (Tennessee), 1 september 1998) was een Amerikaanse golfer die oorspronkelijk tandarts van beroep was maar in 1945 prof werd nadat hij de North and South Open had gewonnen.
Middlecoff speelde op de Amerikaanse PGA Tour en won in de periode van 1947 tot en met 1961 minimaal één toernooi per jaar en hij eindigde zijn carrière met in totaal 37 toernooi-overwinningen, waaronder twee keer de US Open (1949 en 1956) en een keer The Masters (1955). 
Na zijn carrière als golfprof werkte Middlecoff mee aan het boek The Golf Swing en werd hij televisiecommentator bij NBC.

## Gewonnen
- 1945: North and South Open (als amateur)
- 1947: Charlotte Open
- 1948: Hawaiian Open, Miami International Four-Ball (with Jim Ferrier)
- 1949: Rio Grande Valley Open, Jacksonville Open, US Open, Motor City Open (co-winner with Lloyd Mangrum), Reading Open, Miami International Four-Ball (met Jim Ferrier)
- 1950: Houston Open, Jacksonville Open, St. Louis Open
- 1951: Lakewood Park Open, Colonial National Invitation, All American Open, Eastern Open, St. Louis Open, Kansas City Open
- 1952: El Paso Open, Motor City Open, St. Paul Open, Kansas City Open
- 1953: Houston Open, Palm Beach Round Robin, Carling Open
- 1954: Motor City Open
- 1955: Bing Crosby Pro-Am Invitational, St. Petersburg Open, The Masters Tournament, Western Open, Miller High Life Open, Cavalcade Of Golf
- 1956: Bing Crosby National Pro-Am Golf Championship, Phoenix Open, US Open
- 1958: Miller Open Invitational
- 1959: St. Petersburg Open Invitational
- 1961: Memphis Open Invitational

## Teams
- Ryder Cup: 1953, 1955, 1959